# Thera resinaria
Thera resinaria är en fjärilsart som beskrevs av Henri de Peyerimhoff 1862. Thera resinaria ingår i släktet Thera och familjen mätare. Inga underarter finns listade i Catalogue of Life.